# دانيال هيل (مسرب معلومات)
دانيال إيفيريت هيل (ولد 1 أغسطس 1987)   هو أمريكي، مُبلغ داخلي عن المخالفات غير القانونية. كان محلل استخبارات في وكالة الأمن القومي (NSA) سرب إلى الصحافة عبر موقع ذا إنترسبت الإخباري، معلومات سرية حول حرب المسيرات.      خدم هيل في القوات الجوية الأمريكية بين عامي 2009-2013 قبل أن ينضم إلى وكالة الأمن القومي. وفي عام 2021، أقر بذنب حفظ ونقل معلومات الدفاع الوطني. حكم عليه بالسجن 45 شهرًا. اعتبارًا من أكتوبر 2021، في سجن الولايات المتحدة، ماريون، في ولاية إلينوي، ومن المقرر إطلاق سراحه في 5 يوليو 2024.

## الخدمة في الحكومة
خدم هيل في القوات الجوية الأمريكية من مايو 2009 إلى يوليو 2013، حيث عيّن طيارًا، ثم في 2013، عيّن في وكالة الأمن القومي و قيادة العمليات الخاصة المشتركة في أكبر قاعدة أمريكية حربية في أفغانستان قاعدة بغرام، وعمل هناك في تحديد أهداف الاغتيالات. في فبراير 2014، بعد أن ترك القوات الجوية عمل متعاقدًا مع الوكالة الوطنية للاستخبارات الجغرافية المكانية. من هذه الوكالة سرّب هيل 17 وثيقةً لصحيفة ذا إنترسبت. احتوت هه الوثائق على قوائم بالاغتيالات الأمريكية والضحايا المدنيين وهجمات المسيّرات. كانت الأفعال في بعض هذه الوثائق ترقى، في حال إثباتها، إلى جريمة حرب. تضمنت الوثائق مع يزيد على مدة خمسة أشهر من العمليات، وفي 90 بالمائة من الحالات كان الهدف الذي مات ليس الهدف المطلوب . كتبت المحامية مارجوري كون في صحيفة «Truthout» أن «بعض المدنيين الذين تواجدوا بالصدفة في موقع العملية صنّفوا أيضًا على أنهم "أعداء ماتوا في عملية" ما لم يثبت العكس». كُتبت على أساس هذه الوثائق سلسلة من المقالات بعنوان «وثائق المسيرات» نُشرت في صحيفة ذا إنترسبت في أكتوبر 2015.

## التحقيق الحكومي والملاحقة القضائية
داهم مكتب التحقيقات الفيدرالي في 8 أغسطس 2014 بيته الواقع في لورتون، فيرجينيا، ووصفه بأنه عقاب على نشاطه السياسي. ظهر عام 2016 في فيلم الطائر القومي حيث شرح الأزمة التي واجهت ضميره واقتحمات بيته.
اتُهم هيل بالكشف عن معلومات استخباراتية وسرقة ممتلكات حكومية عام 2019، واستدعي إلى المحكمة الجزئية الأمريكية للمنطقة الشرقية من فرجينيا. أقر في مارس 3.32 بأنه مذنب في الاحتفاظ بمعلومات الدفاع الوطني ونقلها. بسبب الحاجة إلى ردع من يمكن أن يسرب أسرار حكومية، حكم قاضي المقاطعة الأمريكية ليام أوجرادي في 27 يوليو 2021 على هيل بالسجن لمدة 45 شهرًا بتهمة انتهاك قانون التجسس لعام 1917. وقال القاضي لهيل: «ليست في المحكمة لتحدثك علنًا عن برنامج المسيرات الذي يقتل الأبرياء، لكن كان يمكنك التحذير من هذا من غير أن تأخذ أيًا من هذه الوثائق». في المحكمة، قال هيل إنه قبل العقوبة بسبب أخذ الوثائق وإزهاق أرواح الأبرياء أثناء مشاركته في برنامج الطائرات بدون طيار. مشيرًا إلى أنه من نسل ناثان هيل، الذي أُعدم بتهمة التجسس على البريطانيين لصالح الجيش القاري خلال حرب الاستقلال الأمريكية، ردد هيل الكلمات الأخيرة التي ذكرها سلفه قبل إعدامه بصيغة: «ليس لدي سوى هذه الحياة الوحيدة لأقدمها في خدمة بلدي». 

## السجن
نقل هيل بعد صدور الحكم من سجن مدينة الإسكندرية إلى الحبس المؤقت في سجن نورثرن نيك الإقليمي في فرجينيا الشمالية بانتظار مزيدٍ من الأوامر للنقل. نقل أوائل أكتوبر 2021 إلى وحدة إدارة الاتصالات في سجن الولايات المتحدة، ماريون، إلينوي. 
حاز جائزة سام آدامز للتميز في الاستخبارات في أغسطس 2021، والتي سميت باسم أحد المبلغين عن المخالفات في حقبة حرب فيتنام، «لتأديته خدمات عامة غاية في الأهمية على حساب مخاطر شخصية: أي السجن لنشر الحقيقة». ثم في ذلك الشهر، كتبت النائبة الأمريكية إلهان عمر (ديمقراطية من ولاية مينيسوتا) إلى الرئيس بايدن تطلب فيها عفوًا كاملاً أو تخفيف الحكم على هيل. 

## المنشورات
- Hale, Daniel (as "Anonymous") (2016). "Why I Leaked the Watchlist Documents". In Scahill, Jeremy (ed.). The Assassination Complex: Inside the Government's Secret Drone Warfare Program [عقدة الاغتيالات: من داخل البرنامج السري الحكومي للمسيرات - فصل: لماذا سربت الوثائق] (بالإنجليزية). New York. ISBN:978-1-5011-4415-8.{{استشهاد بكتاب}}:  صيانة الاستشهاد: مكان بدون ناشر (link)